# Stéphanie Brown
Pour les articles homonymes, voir Stephanie Brown et Brown.
Stéphanie Brown est un personnage de fiction créé par Chuck Dixon et Tom Lyle dans Detective Comics #647 en 1992. Elle a porté le costume de Spoiler, de Robin et de Batgirl.

## Biographie fictive
Stéphanie Brown est la fille du vilain appelé Cluemaster. Cet ennemi de Batman a passé une bonne partie de son temps en prison et n'a presque jamais vu sa famille. Un jour, il guérit de sa compulsion mentale : laisser des indices avant de commettre un crime. Cela met en colère Stéphanie, qui décide de faire quelque chose pour l'arrêter.
Elle crée son propre alter ego appelé Spoiler. Son objectif était de laisser des indices concernant les plans de son père afin que Batman le capture, et le renvoie en prison. Le plan fonctionne et le père de Stéphanie retourne en prison. 
Avec le temps, Stéphanie commence à aimer cette vie de super-héros. Elle se retrouve d'ailleurs souvent en compagnie de Robin/Tim Drake pour combattre le crime.
Plus tard, Stéphanie tombe enceinte d'un ancien petit ami. Robin aide Stéphanie à surmonter cette épreuve mais elle décide de laisser l'enfant à l'adoption. Dès lors, Stéphanie et Robin se rapprochent affectivement. Leur couple est une relation complexe car Robin ne donne pas son identité civile à Stéphanie et il étudie loin de la ville où Stéphanie habite. Stéphanie développe une amitié avec Batgirl. Les deux héroïnes se retrouvent souvent dans la tour d'horloge d'Oracle.
Stéphanie découvre l'identité secrète de Robin que Batman fini par lui révéler. Tim Drake, blessé, met beaucoup de temps avant d'accepter ce qu'il considère comme une trahison de la part de Batman. Stéphanie et lui continuent néanmoins leur relation amoureuse.
Stéphanie Brown, quatrième Robin
Lorsque Jack Drake, le père de Tim Drake, découvre l'identité secrète de son fils, il le convainc d'arrêter son job de super-héros. Sous pression, Tim abandonne l'identité de Robin. Batman demande alors à Stéphanie Brown de devenir la nouvelle Robin. Celle-ci accepte mais elle sera rapidement renvoyée par Batman, pour cause d'insubordination.
Jeux de Guerres
Pour revenir dans les bonnes grâces de Batman, Stéphanie décide de l'impressionner. Elle dérobe un plan dans son ordinateur. Il s'agit d'un plan d'urgence visant à éliminer tous les chefs du crime de Gotham City, au cas où ils deviendraient ingérables. Tous les membres tombent dans le panneau (sauf Matches Malone qui est en fait une identité de Batman lui permettant d'infiltrer le milieu de la pègre). Mais le plan échoue. La plupart des chefs s’entre-tuent. Les survivants, dont Oswald Cobblepot/Le Pingouin, entament une terrible guerre des gangs.
Décidée à réparer son erreur, Stéphanie va à la rencontre d'Orpheus qui est la clé du plan de Batman. Il devait finir par unifier tous les gangs et en devenir leur chef. Malheureusement, Black Mask trouve Orpheus avant Spoiler et le tue. Il torture ensuite Stéphanie puis prend l'identité d'Orpheus pour faire dégénérer la guerre des gangs. Mutilée, Stéphanie est portée agonisante dans un hôpital où elle meurt. Batman est à son chevet.
Retour
Peu de temps après, Batman est entraîné dans un piège politique fomenté par Cluemaster, le père de Stéphanie Brown. Ce dernier est bien décidé, à la suite de cette guerre de gangs qui a ravagé Gotham, à faire tomber Batman de son piédestal aux yeux de la population et, par la même occasion, venger sa fille. Lors de cette affaire, Batman découvre que Spoiler n'est pas morte dans les circonstances qu'il croyait.
En réalité, le docteur Leslie Thompkins, pourtant leur alliée, l'a laissée mourir. Bruce Wayne retrouve Leslie en Afrique où elle lui avoue son crime. Elle voulait faire cesser cette violence dont sont responsables, d'après elle, les truands et les héros en sacrifiant l'un d'eux. 
Pourtant, Spoiler/Stephanie Brown revient quelque temps plus tard à Gotham City. Leslie et elle avaient décidé de la faire passer pour morte, Spoiler souffrant de son rôle d'héroïne. Cette fois, Spoiler agit avec l'aval de Batman qui l'a finalement acceptée comme acolyte.
Batgirl
Peu après, Cassandra Cain supporte de moins en moins son identité de Batgirl après la mort apparente de Batman. Elle donne son costume à Stéphanie qui l'endosse pour combattre le crime. Rapidement, Barbara Gordon découvre l'identité de la nouvelle Batgirl qu'elle accepte avec réticence. Elle finit par approuver la nouvelle Batgirl, car Stéphanie a démontré sa maturité.

### New 52
Dans la nouvelle continuité, Stéphanie Brown est une adolescente qui découvre un complot contre Gotham City auquel son père participe. Ce dernier essaie de tuer sa fille qui est devenue une témoin gênante. Après quelques tentatives infructueuses, qui laissent des victimes innocentes sur leur passage, Stéphanie décide d'empêcher son père de continuer ses crimes en devenant une super-héroïne : La Spoiler.

## Description

### Physique
Stéphanie Brown est blonde aux yeux bleus, elle a porté le costume de Robin aux couleurs rouges, vertes, jaunes et noires, le visage partiellement couvert puis plus tard un costume de Batgirl noir, violet et or et cette fois si son visage est presque entièrement recouvert par son masque de chauve-souris. Lorsqu'elle devient Spoiler elle porte les couleurs violets et noirs, et se cache le visage sous une capuche et un masque. 

## Œuvres où le personnage apparaît

### Comics
- Batman Detective Comics, 809 (oct 2005) ;
- Batman, 643 (oct 2005) ;
- Batman Detective Comics, 810 (oct 2005) ;
- Batman, 644 (oct 2005) ;

#### Recueil en anglais
- War Drums, 1 vol.,  (ISBN 1-4012-0341-8) ;
- War Games, 3 vol.,  (ISBN 1-4012-0429-5, 1-4012-0430-9 et 1-4012-0431-7) ;
- Batgirl Vol. 1: Batgirl Rising,  (ISBN 978-1401227234)
- Batgirl Vol. 2: The Flood  (ISBN 978-1401231422)
- Batgirl Vol. 3: The Lesson  (ISBN 978-1401232702)
- Batman Eternal (2014-2015)

### Télévision
- La Ligue des justiciers : Nouvelle Génération : épisode Avant l'Aube, elle apparaît ensuite en tant que Spoiler à partir de la Saison 3.